# Massacri armeno-tatari del 1905-1907
I massacri armeno-tartari (noti anche come guerra armeno-tatara, guerra armeno-tartara e, più recentemente, guerra armeno-azera) si riferiscono al sanguinoso confronto interetnico tra gli armeni e le popolazioni che più tardi avrebbero compreso la nazione dell'Azerbaigian (all'epoca comunemente nota come "tatari caucasici" o "tatari del Caucaso") durante il vicereame russo del Caucaso nel 1905-1907.
I massacri iniziarono durante la rivoluzione russa del 1905 e costarono centinaia di vite. Gli scontri più violenti si verificarono nel 1905, a febbraio a Baku, a maggio a Nakhchivan, ad agosto a Shusha e a novembre a Elizavetopol (Gäncä), danneggiando pesantemente le città e i giacimenti petroliferi di Baku. Anche a Tbilisi scoppiarono le violenze anche se di minore entità.
Gli scontri non furono limitati alle città e, secondo Swietochowski, citando fonti armene, 128 villaggi tatari armeni e 158 caucasici furono distrutti o saccheggiati, mentre le stime complessive delle vite perse variano ampiamente, da 3 000 a 10 000, con i tatari caucasici che subirono perdite maggiori, a causa della scarsa organizzazione dei tatari e del fatto che i membri armeni del Dashnak furono più efficaci.

## A Baku

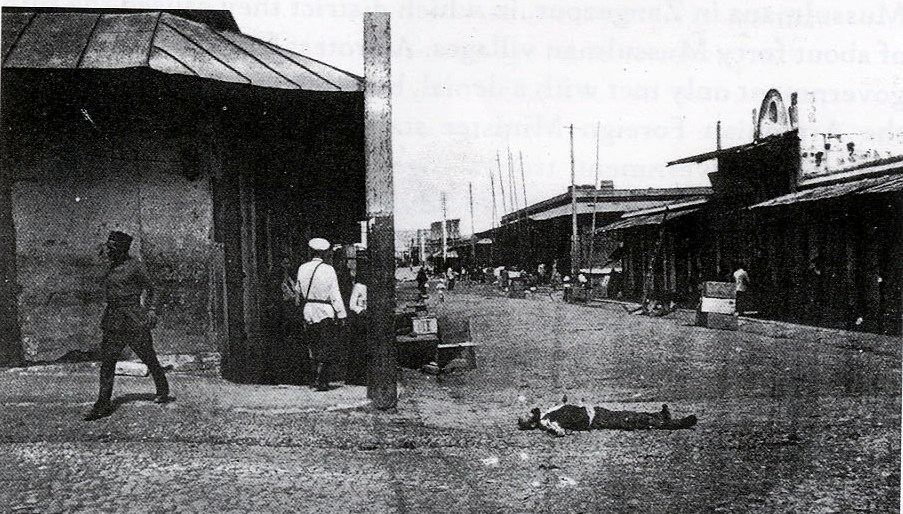
Un tartaro (azero) vittima dei massacri di Baku

Secondo Van Der Leeuw, gli scontri iniziarono all'inizio di febbraio 1905 per l'uccisione di uno scolaro e un negoziante tartaro da parte degli armeni. 126 tartari e 218 armeni furono uccisi nei quattro giorni di combattimenti a Baku. Altre fonti come Dasnabedian, Luigi Villari o Walker affermano che i tatari avevano dato inizio al conflitto, il che fornì alla comunità armena un motivo per dare una risposta forte. I tatari a Baku avevano ucciso numerosi armeni disarmati nel febbraio 1905. Walker ha anche affermato che "i tatari erano liberi di massacrare impunemente".
Secondo l'Ufficio statistico di Baku e le dichiarazioni fornite a San Pietroburgo, furono uccisi 205 armeni, tra cui 7 donne, 20 bambini e 13 anziani, oltre a 121 feriti; furono inoltre uccisi 111 tatari, tra cui da 2 donne e nessun bambino o anziano, nonché 128 feriti.

## A Nakhichevan e Shusha
Dopo gli scontri di Baku, le comunità musulmane del distretto di Nakhichevan iniziarono a contrabbandare partite di armi dalla Persia. Ad aprile, gli omicidi di armeni nel distretto cominciarono ad assumere proporzioni allarmanti e la comunità armena chiese protezione alle autorità russe. Tuttavia, lo storico Luigi Villari descrive il governatore del distretto come "aspramente anti-armeno" e il vice-governatore di Yerevan come un "armenofobo".
Il 25 maggio, agendo su un piano concordato in precedenza, bande di tatari armati attaccarono l'area del mercato nella capitale del distretto, la città di Nakhichevan, saccheggiando e incendiando le imprese armene e uccidendo tutti gli armeni che potevano trovare. Circa 50 armeni furono assassinati e alcuni negozianti furono bruciati vivi nei loro negozi. Lo stesso giorno, gli abitanti dei villaggi tartari della campagna iniziarono ad attaccare i loro vicini armeni. Villari cita rapporti ufficiali che menzionano che "su un totale di 52 villaggi con popolazioni armene o miste armeno-tatare, 47 furono attaccati, e di questi 47, 19 furono completamente distrutti e abbandonati dai loro abitanti. Il numero totale di morti, compresi quelli nella città di Nakchivan, fu di 239. Successivamente, in un attacco vendicativo, gli armeni attaccarono un villaggio tataro, uccidendo 36 persone".
Per quanto riguarda la situazione a Shusha, secondo Thomas de Waal, "il numero di morti e feriti ammontava a circa 300, di cui circa due terzi erano tartari, perché gli armeni erano tiratori migliori e godevano anche del vantaggio della posizione".

## A Gäncä (Elizavetpol)
Prima dei massacri armeno-tartari, Gäncä aveva una considerevole popolazione armena. Tra gli armeni, la città era conosciuta come Gandzak (Գանձակ) Il nome Gandzak deriva da gandz (Arm. - գանձ), parola in prestito dall'antico iraniano, che significa tesoro o ricchezza.

## Responsabilità
Secondo il professor Firuz Kazemzadeh, "è impossibile attribuire la colpa ai massacri a un lato o a un altro. Sembra che in alcuni casi (Baku, Elizavetpol) i tartari abbiano sparato i primi colpi, in altri casi (Shusha, Tiflis) siano stati gli armeni."